# Исула
Исула (груз. ისულა) — село в Грузии, на территории Сенакского муниципалитета края (мхаре) Самегрело-Верхняя Сванетия.

## География
Село находится в западной части Грузии, на правом берегу реки Техури, на расстоянии приблизительно 3 километров (по прямой) к югу от города Сенаки, административного центра муниципалитета. Абсолютная высота — 13 метров над уровнем моря.

## Население
По результатам официальной переписи населения 2014 года в Исуле проживало 528 человек (262 мужчины и 266 женщин). В национальной структуре населения грузины составляли 100 %.
| Год  | Население, человек |
| ---- | ------------------ |
| 2002 | 692                |
| 2014 | ↘ 528              |